# KORAL
KORAL est un dispositif de guerre électronique mobile (en turc : mobil elektronik harp sistemi) développé par Aselsan et introduit à partir de 2015 dans les forces armées turques.

## Description
KORAL est prévu pour brouiller et décevoir les radars terrestres, maritimes et aériens ainsi que certains missiles  , dans un rayon de 200 km. Le dispositif peut rechercher, intercepter, analyser, classer et localiser la direction des ondes radio émises par les radars conventionnels. Il est néanmoins plus difficile de brouiller des ondes militaires sur le long terme (plus de 10 minutes) .

## Configuration
Le dispositif est composé de deux véhicules MAN 8x8. Il comprend deux structures principales, le système de soutien électronique, appelé KORAL ED (anglais : Electronic Support Systems), détecte et suit les émissions et la plage de fréquences des radars ennemis. Le dispositif KORAL ET (anglais : Electronic Attack System) brouille automatiquement les menaces à l'aide d'une bibliothèque de techniques interne qui comprend de multiples techniques de brouillage et de déception. Le système fournit également un outil de planification de mission (Mission Planning Tool) pour la préparation de la mission, incluant aussi un générateur de données de la mission (Mission Data File Generation), et un outil d'analyse pour l'analyse post-mission des données et des signaux enregistrés (Mission Analysis Tool).
Le système KORAL est géré par deux opérateurs au sein de l'unité de contrôle des opérations (Operation Control Unit), un opérateur de soutien électronique pour les fonctions de détection, d'analyse et de DF et un opérateur EA (Electronic Attack) pour les fonctions de brouillage, de déception et d'attribution de sources. En outre, le superviseur de l'unité de contrôle des opérations assure la coordination des opérations et la communication avec les autres systèmes et commandes KORAL. Les véhicules peuvent être installés jusqu'à 500 mètres de distance de chacun, ils sont connectés par des câbles de fibre optique.

## Caractéristiques

### KORAL ED (Electronic Support Systems)
- Conception modulaire du système
- Architecture multi-récepteurs offrant pour une large bande passante instantanée et haute sensibilité
- Fréquence et couverture spatiale étendues pour une haute probabilité d’interception

- Haute précision de mesure des paramètres dans le domaine fréquentiel et temporel (RF, PRI, PW, DOA)
- Traitement des signaux de menace traditionnels et émergents
- Identification automatique des menaces à l'aide de la bibliothèque interne des menaces (internal Threat Library)
- Traitement des signaux de menace traditionnels et émergents avec analyse de signature électromagnétique
- Fonctionnement dans un environnement dense et à haute PRF et CW
- Détermination de haute précision des cibles en utilisant à la fois la comparaison d'amplitude et les méthodes de radiogoniométrie (DF) avec antenne rotative
- Détermination de position avec ECP élevé à l’aide de plates-formes multiples

### KORAL ET (Electronic Attack System)
- Conception modulaire du système
- Récepteur numérique intégré, générateur de techniques et architecture de mémoire RF numérique
- Dépointage rapide des faisceaux grâce à un système d’antennes réseau à commande de phase
- Amplificateurs à semi-conducteurs multiples
- Large spectre de fréquences et couverture spatiale étendue
- Haute précision de mesure des paramètres
- Traitement des signaux de menace traditionnels et émergents
- Brouillage automatique des menaces à l'aide de la bibliothèque de techniques interne
- Réponse rapide du système, brouillage à l'aide d'unités de dépointage à orientation rapide du faisceau (Fast beam steering phased array units)

### Conditions de fonctionnement
- Température de fonctionnement: -30 °C / +50 °C

- Température de stockage: -40 °C / +60 °C

- Taux d'humidité: 95%.
- Conforme aux normes du département de la Défense des États-Unis: MIL-STD-810F, MIL-STD-461 E et MIL-STD-464 A